# Liste der Kulturdenkmäler in Horrweiler
In der Liste der Kulturdenkmäler in Horrweiler sind alle Kulturdenkmäler der rheinland-pfälzischen Ortsgemeinde Horrweiler aufgeführt. Grundlage ist die Denkmalliste des Landes Rheinland-Pfalz (Stand: 3. April 2024).

## Denkmalzonen
| Bezeichnung               | Lage                                   | Baujahr                 | Beschreibung | Bild |
| ------------------------- | -------------------------------------- | ----------------------- | --- | ---- |
| Denkmalzone Binger Straße | Binger Straße 4–13 (alle Nummern) Lage | 17. bis 19. Jahrhundert | geschlossene historische Bebauung des 17. bis 19. Jahrhunderts, überwiegend Putzbauten, dominiert von dem herrschaftlichen Renaissancebau von 1616 (Nr. 4/6) | BW   |

## Einzeldenkmäler
| Bezeichnung                     | Lage                                        | Baujahr                                                    | Beschreibung | Bild                           |
| ------------------------------- | ------------------------------------------- | ---------------------------------------------------------- | --- | ------------------------------ |
| Wohnhaus                        | Backhausstraße 2 Lage                       | 1799                                                       | repräsentatives Fachwerkhaus, bezeichnet 1799 und 1801 | BW                             |
| Wohnhaus                        | Backhausstraße 8 Lage                       | 1781                                                       | spätbarockes Fachwerkhaus, teilweise massiv, verputzt, bezeichnet 1781 | BW                             |
| Wohnhaus                        | Backhausstraße 11 Lage                      | 1786                                                       | spätbarockes Fachwerkhaus, teilweise massiv, bezeichnet 1786, Erweiterung wohl aus der ersten Hälfte des 19. Jahrhunderts | BW                             |
| Gasthaus „Zum Horrweiler Hecht“ | Backhausstraße 14 Lage                      | zweite Hälfte des 17. Jahrhunderts                         | ehemals Gasthaus „Zur Stadt Bingen“; wiederaufgebaute barocke Fassade, wohl aus der zweiten Hälfte des 17. Jahrhunderts; straßenbildprägend | Fotos hochladen                |
| Hofanlage                       | Backhausstraße 16 Lage                      | 17. bis 19. Jahrhundert                                    | Hakenhof, 17. bis 19. Jahrhundert; barockes Fachwerkhaus, teilweise massiv, bezeichnet 1674, Veränderungen wohl im frühen 19. Jahrhundert | Fotos hochladen                |
| Hofanlage                       | Backhausstraße 21 Lage                      | 1683                                                       | Streckhof; barockes Fachwerkhaus, teilweise massiv, bezeichnet 1683 und 1804, Fachwerkscheune, 19. Jahrhundert | BW                             |
| Wohnhaus                        | Backhausstraße 31 Lage                      | Mitte des 17. Jahrhunderts                                 | Fachwerkhaus, teilweise massiv, verputzt, wohl aus der Mitte des 17. Jahrhunderts | BW                             |
| Evangelische Pfarrkirche        | Bergstraße 31 Lage                          | 15. und 16. Jahrhundert                                    | Saalbau, im Wesentlichen aus dem 15. und 16. Jahrhundert, wohl mit romanischen Teilen, wohl 1764 barock überformt und erweitert, spätgotische Dachkonstruktion; bauliche Gesamtanlage mit spätmittelalterlich befestigtem Kirchhof, Torturm des 16. Jahrhunderts und Wallgraben | weitere Bilder Fotos hochladen |
| Kriegerdenkmal und Grabmäler    | Bergstraße, bei Nr. 31 Lage                 | 19. und 20. Jahrhundert                                    | auf dem Kirchhof südöstlich der Kirche: - vom Kriegerdenkmal 1914/18: Relief, 1923, von Schneider, Bad Kreuznach; Fassung aus dorischen Säulen und Architrav verloren - Grabmal Jacobina Huff († 1853): übergiebelte, pfeilerförmige Stele - Grabmal Jacob Ludwig Daniel Virmont († 1860): gebrochene Säule mit Kreuz - Grabmal Elisabeth Gener († 1861): derselbe Typus mit Draperie | weitere Bilder Fotos hochladen |
| Schulhaus                       | Binger Straße 1 Lage                        | 1830                                                       | ehemaliges Schulhaus; spätklassizistischer Putzbau, bezeichnet 1846, angeblich von 1830, Architekt Peter Wetter, Mainz | BW                             |
| Zehntscheune                    | Binger Straße, zu Nr. 2 Lage                | zweite Hälfte des 18. Jahrhunderts                         | spätbarocker Mansarddachbau, Fachwerk, wohl aus der zweiten Hälfte des 18. Jahrhunderts; ortsbildprägend | BW                             |
| Wohnhaus                        | Binger Straße 4/6 Lage                      | 1616                                                       | herrschaftliches Doppelwohnhaus, Renaissance-Treppengiebel, bezeichnet 1616, 1895 und ehemals 1846 | BW                             |
| Hofanlage                       | Binger Straße 8 Lage                        | 1775                                                       | Hofanlage; spätbarockes Fachwerkhaus, Mansarddach, bezeichnet 1775 und 1777, Scheunengewände bezeichnet 1751 | BW                             |
| Hofanlage                       | Binger Straße 12 Lage                       | 1816                                                       | Hofanlage, bezeichnet 1816; barockes Wohnhaus, teilweise Zierfachwerk, bezeichnet 1681 | BW                             |
| Portal                          | Honiggasse, an Nr. 8 Lage                   | 1798                                                       | Portal, bezeichnet 1798 | BW                             |
| Wohnhaus                        | Kirchgasse 1 Lage                           | zweite Hälfte des 16. oder vom Anfang des 17. Jahrhunderts | Wohnhaus, teilweise Fachwerk, wohl aus der zweiten Hälfte des 16. oder vom Anfang des 17. Jahrhunderts; Türsturz als Spolie im Nebengebäude, datiert 1558 | BW                             |
| Evangelisches Pfarrhaus         | Kirchgasse 9 Lage                           | 1747                                                       | barocker Walmdachbau, bezeichnet 1747; straßenbildprägend | Fotos hochladen                |
| Schulhaus                       | Schulstraße 3 Lage                          | 1907                                                       | ehemaliges Schulhaus mit Turnhalle; Bossenquaderbau mit eingeschossigem Turnhallenanbau, 1907 | BW                             |
| Erker                           | Weedstraße, an Nr. 7 Lage                   | 1606                                                       | dreiteiliger Renaissance-Fenstererker, 1606 | BW                             |
| Wasserbehälter                  | nördlich des Ortes; Flur Am Binger Weg Lage | 1927                                                       | klassizierende Bossenquaderfassade, bezeichnet 1927 | BW                             |